# Puiggarina pirigena
Puiggarina pirigena är en svampart som beskrevs av Speg. 1922. Puiggarina pirigena ingår i släktet Puiggarina och familjen Phyllachoraceae.   Inga underarter finns listade i Catalogue of Life.